# Le jardin des arbres de Varennes-Changy
El jardín de los árboles de Varennes-Changy (en francés : Le jardin des arbres de Varennes-Changy, es un arboreto,  y jardín botánico  diseñado como jardines «à la française» contemporáneos, con una extensión de 7 hectáreas, en el área de descanso de la autopista Autoroute A77 en Varennes-Changy, Francia.

## Localización
"Varennes-Changy" se encuentra situado en la región de Centro, departamento de Loiret, en la región natural de Val de Loire. 
Se ubica a unos 10 minutos por la autorruta A77 del arboreto nacional Arboretum national des Barres (Arbofolia ) ( colección botánica de 35 ha, donde se encuentran árboles del mundo entero y que está catalogado  entre los diez primeros del mundo).
Le jardin des arbres Aire du jardin des Arbres, Code Postal 45290 Varennes-Changy, Département Loiret, Centre-Val de Loire, France-Francia. 
Planos y vistas satelitales, 47°52′00″N 2°40′00″E / 47.86667, 2.66667
Está abierto todo el año, de 7 de la mañana a 7 de la tarde y la entrada es libre y gratuita con la posibilidad de un guía.

## Historia
El arboreto-jardín fue inaugurado el 26 de mayo de 2000 en Varennes-Changy junto a la autopista A77.
Fue creado por la « Société des Autoroutes Paris-Rhin-Rhône » (Sociedad de Autopistas Paris-Rhin-Rhône) con la intención de ofrecer a los visitantes una zona de relajación y de información sobre la naturaleza. Además en el "El jardín de los árboles" se  estudia el comportamiento de nuevas especies, proporcionadas por los viveros del Arboretum national des Barres, para la jardinería en carreteras.
El jardín de los árboles se llevó a cabo por iniciativa de la Sociedad de Autopistas Paris-Rhin-Rhône con una contribución financiera del « Conseil Général du Loiret » (Consejo General de Loiret). La obra fue confiada a la Compañía « Société Végétude », la parte creativa de su diseño al arquitecto del paisaje Piotr Jeziorowski y la parte científica a Raymond Durand y Dominique Piou del "ENGREF" (Escuela Nacional de Ingeniería Rural de Aguas y Bosques).

## Colecciones botánicas
Un arboreto de gran interés, realizado como un jardín « à la française »  contemporáneo de 7 hectáreas. Los senderos bordeados de boj y frutales  jardín de iris y grandes árboles majestuosos (tilos, cedros, hayas, fresnos, robles, Ginkgo biloba, Styphnolobium japonicum, Maclura pomifera, Liriodendron tulipifera, Magnolia grandiflora, ciprés calvo,  carpes) ...
Entre las secciones
- « Salle Arbre et Bois »  donde se desarrolla el papel de los árboles y su valiosa contribución.
- « Salle Arbre et Ornement »   los  árboles ornamentales como decoración cambiante del color de sus hojas.
- « Salle Arbre et Médecine »   los  árboles como remedios naturales.
- « Salle Arbre et Alimentation » el  árbol como suministro de alimentos mediante sus frutos.
- « Salle Arbre et Art  »   el  árbol como una arte con trabajos de topiaria.
- « Salle Arbre et Croyance  »  el  árbol como un dios vegetal.[1]

A lo largo del estanque con apariencia de lago hay plantas nativas tal como Epilobium hirsutum, Lysimachia vulgaris, Lythrum salicaria, que florecen en julio. También bellos robles y cipreses calvos con impresionantes raíces neumatóforos ... Lo que es un ecosistema lleno de vida: aves, insectos, anfibios, reptiles ... , y es una oportunidad para que el público descubra el funcionamiento y la biodiversidad de los humedales, entorno natural sensible que el Departamento de Loiret desea informar al público a través de un enfoque de sensibilización hacia el entorno. hay un "recorrido botánico" para descubrir los árboles tilos,  robles, carpes, olmos, fresnos ... y el hogar de diversas especies de aves, entre otras Erithacus rubecula, Sitta europaea, Coccothraustes coccothraustes, Certhia brachydactyla, Dendrocopos major..., y ardillas.